# Bundesstraße 229
De Bundesstraße 229 (ook wel B229) is een bundesstraße in de Duitse deelstaat Noordrijn-Westfalen.
De B229 begint bij Solingen en loopt via de steden, Remscheid, Radevormwald, Halver, Lüdenscheid, Werdohl en Arnsberg naar Soest. De B229 is ongeveer 137 km lang.

## Routebeschrijving
De B229 begint bij afrit Solingen A3 en loopt noordoostwaarts door de stad Solingen waar ze de  B224 kruist, Remscheid en kruist bij afrit Remscheid de A1. Hierna sluit in Remscheid-Lennep de B51 aan. De weg loopt verder via Radevormwald waar de B483 kruist. De weg loopt verder door Halver, Lüdenscheid waar ze de B54 kruist. De weg loopt door Werdohl waar ze samenloopt met de B236, Neuenrade, Balve waar de B515 aansluit naar de afrit Hüsten waar de weg aansluit op de A46.
Vervanging
Tussen de afrit Hüsten en de afrit Arnsberg-Altstadt is de B229 vervangen door de A46.
Voortzetting
Vanaf de afrit Arnsberg-Altstadt A46 loopt de weg door de stad Arnsberg. De B229 loopt over de Möhnesee en door Möhnesee waar de B516 aansluit. De B229 kruist bij afrit Soest de A44 en komt in de stad Soest waar ze eindigt op een afrit van de B475.
B1 · B3 · B7 · B8 · B9 · B10 · B26 · B27 · B35 · B37 · B38 · B39 · B40 · B41 · B42 · B43 · B43a · B44 · B45 · B47 · B48 · B49 · B50 · B51 · B52 · B53 · B54 · B55 · B55a · B56 · B56n · B57 · B58 · B59 · B61 · B62 · B63 · B64 · B65 · B66 · B66n · B67 · B68 · B70 · B80 · B83 · B84 · B219 · B220 · B221 · B223 · B224 · B225 · B226 · B227 · B228 · B229 · B230 · B231 · B233 · B234 · B235 · B236 · B237 · B238 · B239 · B241 · B249 · B250 · B251 · B252 · B253 · B254 · B255 · B256 · B257 · B258 · B259 · B260 · B261 · B262 · B263 · B264 · B265 · B266 · B267 · B268 · B269 · B270 · B271 · B272 · B274 · B275 · B277a · B278 · B279 · B284 · B288 · B323 · B324 · B326 · B327 · B399 · B400 · B403 · B405 · B406 · B407 · B409 · B410 · B411 · B412 · B413 · B414 · B416 · B417 · B418 · B419 · B420 · B421 · B422 · B423 · B424 · B426 · B427 · B428 · B429 · B448 · B449 · B450 · B451 · B452 · B453 · B454 · B455 · B456 · B457 · B458 · B459 · B460 · B469 · B473 · B474 · B475 · B476 · B477 · B478 · B479 · B480 · B481 · B482 · B483 · B484 · B485 · B486 · B487 · B488 · B489 · B499 · B504 · B506 · B507 · B508 · B509 · B510 · B511 · B513 · B514 · B515 · B516 · B517 · B519 · B520 · B521 · B525 · B528 · B611